# Верхньотуринський міський округ
Верхньоту́ринський міський округ (рос. Верхнетуринский городской округ) — адміністративна одиниця Свердловської області Російської Федерації.
Адміністративний центр — місто Верхня Тура.

## Населення
Населення міського округу становить 9078 осіб (2018; 9502 у 2010, 11169 у 2002).

## Склад
До складу міського округу входять 2 населених пункти:
| Населений пункт        | Населення, осіб (2002) | Населення, осіб (2010) |
| ---------------------- | ---------------------- | ---------------------- |
| Верхня Тура, місто     | 11097                  | 9461                   |
| Каменка-Геолог, селище | 72                     | 41                     |